# Les Dalton (chanson)
Pour les articles homonymes, voir Les Dalton.
Singles de Joe Dassin
Excuse me, lady
(1966) Marie-Jeanne
(1967)
Les Dalton est l'adaptation française par Joe Dassin de The Ox Driver, une chanson traditionnelle du folklore américain. Joe Dassin l'a enregistrée aux Lansdowne Studios de Londres en avril 1967 et sortie en single le 3 mai 1967 en 45 tours quatre titres.

## Genèse
En 1967, Joe Dassin a obtenu un succès d'estime deux ans auparavant avec Bip-bip et réussit à se classer pour la première fois au hit-parade durant les fêtes de Noël avec Excuse-me lady, qui atteint la 12e place en France. 
En janvier 1967, Jacques Plait, accompagné notamment de son épouse Colette, ainsi que de Dassin et son épouse Maryse, se rend au MIDEM à Cannes, qui vient d'être créé par André Salvet et Bernard Chevry, et auquel peu de professionnels croient. Plait, connaissant bien Salvet, qui lui doit beaucoup, soutient le projet. Les deux couples sont logés dans un yacht ancré dans le vieux port de Cannes. Les journalistes se sont rendus au MIDEM, où les débutants de la chanson se trouvent et les stars sont encore rares. Dassin devient alors la proie de la presse. Sachant que ce jeu lui sera fatal, Dassin préfère se priver des articles dans la presse pour présenter le gala des trophées du premier MIDEM, où même s'il ne chante pas, la presse remarque le chanteur présentant le spectacle avec aisance.
Bien que Excuse-me Lady fonctionne honorablement, Plait pense déjà au titre suivant, qui permet d'aller encore plus loin. Un matin, sur le yacht, Dassin s'apprête à sortir sa guitare à la main, ce qui étonne Plait, qui l'intercepte. Le chanteur veut faire écouter à Henri Salvador une chanson qu'il a écrite avec Jean-Michel Rivat et Frank Thomas, et qu'il estime ne pas pouvoir chanter lui-même. Curieux, le producteur veut l'entendre, mais Dassin refuse, avant de céder après plusieurs minutes : Dassin chante devant lui ce qui va devenir Les Dalton. Après avoir vu Plait livide, Joe pense toujours qu'« elle n'est pas pour [lui] ». Toutefois, Plait, sentant le tube, refuse que Dassin la donne à Salvador. Dassin, baissant les bras, enregistre une chanson de cow-boy, ce qui est dans le contrat pour la première et la dernière fois. 
Les tournées étant déterminantes pour la promotion, Dassin rencontre l'impresario Charley Marouani sans trop y croire, sans doute à cause de mauvais souvenirs de scène. Marouani le rassure et lui propose la première partie d'Adamo, qu'il accepte. La tournée lui permet d'imposer son répertoire au public et au tourneur, Georges Olivier, qui augmente son cachet.

## Enregistrement
Entre deux dates de gala, en avril, Joe et Jacques se rendent à Londres pour les quatre titres du sixième 45 tours quatre titres, puis se rendent au Studio Davout pour les voix. C'est Plait qui prête sa voix au shérif dans l'intro des Dalton, pour montrer vainement l'exemple au choriste anglais qui a du mal à enregistrer la voix du personnage. Le texte dit avec maestria par Plait convainc Joe et l'ingénieur du son, morts de rire, de conserver la version de Plait. Plait ne sait pas encore que les passages télévisés et le tournage de scopitone, le seul dans la carrière de Dassin, l'attendent. Dassin enregistre parallèlement les trois autres titres qui composent le single. Alors que Dassin veut mettre Viens voir le loup, l'un des titres du single en face A, Plait insiste pour mettre Les Dalton à la place.

## Sortie et accueil
Les Dalton sort en single le 3 mai 1967 avec une pochette ne privilégiant aucun titre. Il s'agit également du dernier super 45 tours quatre titres de Dassin. Il entre dans les hit-parades le 8 juillet 1967 à la 17e place et reste classé durant une dizaine de semaines consécutives et parvient à atteindre la 8e place pendant une semaine. Il se classe également à la 60e place des singles les mieux vendus de l'année 1967. Finalement, Les Dalton devient le premier grand succès commercial de Dassin, se vendant à plus de 75 000 exemplaires en France. 
Au Québec, la chanson s'est classée à la 30e place début 1968, tandis que dans la région wallonne, elle s'est classée durant dix-neuf semaines, dont une à la 5e place. Selon le livre Le Petit Lecœuvre illustré de Fabien Lecœuvre, Georges Brassens, qui doit être opéré pour la seconde fois des reins en mai 1967, demande à une infirmière de lui prêter un électrophone et se fait apporter le 45 tours des Dalton.